# Dufoichaena dentifera
Dufoichaena dentifera is een tweekleppigensoort uit de familie van de Gastrochaenidae. De wetenschappelijke naam van de soort is voor het eerst geldig gepubliceerd in 1840 door Dufo.